# بين توربين
برنارد «بن» توربين (19 سبتمبر 1869 – 1 يوليو 1940)، ممثل كوميدي أمريكي اشتهر بأعماله في الأفلام الصامتة. 
كانت علاماته المميزة هي الحول في عينيه ومهارته في الكوميديا الجسدية القوية. عمل توربين مع فنانين بارزين مثل تشارلي شابلن ولوريل وهاردي، وكان جزءا من فريق أستوديو ماك سينيت. ويعتقد أنه كان أول «ضحية» لرمي الفطيرة على الوجه في السينما. اختار توربين التقاعد بعد ظهور السينما الناطقة، حيث حقق أرباحا في استثماره في مجال العقارات، وإن قام بأدوار شرفية بين الحين والآخر.

## الحياة الشخصية
ولد توربين في نيو أورليانز بولاية لويزيانا في 19 سبتمبر 1869، وهو ابن مالك متجر حلوى يدعى إرنست توربين وزوجته سارة باكلي.
تزوجت توربين من زوجته الأولى، الممثلة كاري لوميو، في شيكاغو في 18 فبراير 1907. مرضت السيدة توربين بالأنفلونزا في عام 1923، مما تسبب في فقدانها للسمع. أخذ توربين زوجته المصابة إلى كنيسة سانت آن دي بوبر في كيبيك على أمل أن تشفى. أصبحت عاجزة وتوقف توربين عن التمثيل مؤقتا حتى يرعاها. توفيت كاري في 2 أكتوبر 1925. تزوج توربين مجددا في 8 يوليو 1926 من بابيت ديتز في لوس أنجلوس.
كان توربين كاثوليكيا وعضواً في أبرشية الراعي الصالح ونقابة الصور المتحركة الكاثوليكية في بيفرلي هيلز في كاليفورنيا.

## الفودفيل
عملت توربين في مسارح الفودفيل ونوادي البورليسك وحلبات السيرك. كان مظهره مميزا ببنيته النحيلة وشاربه والحول في عينيه. قال توربين أنه أصيب بالحول وهو شاب بعد تعرضه لحادث. كان مقتنعا بأن حوله كان ضروريا لمهنته الهزلية. ويذكر زملاؤه أنه ينظر إلى نفسه في المرآة إذا تلقى أي ضربة على رأسه حتى يتأكيد أن عينه لم تعد لمكانها. كان توربين كاثوليكيا متدينا، وكان زملاؤه يمزحون معه بأن يهددوه أن يدعوا له أن تشفى عيناه من الحول، ما يحرمه من رزقه.
اشترى توربين بوليصة تأمين بقيمة 25,000 دولار مع شركة لويدز لندن، تدفع إذا ذهب الحول عن عينيه، ويقول مصدر آخر للحكاية أن المبلغ كان 100,000 دولار. لكن يشك في مدى جديّة الأمر، إذ أن مثل هذه الدعايات حول «العلامة التجارية» للفنان كانت شائعة في ذلك الوقت.
طور توربين أسلوبا قويا عن الكوميديا الجسدية، بما في ذلك القدرة على تنظيم سقطات هزلية أثارت إعجاب زملائه في عالم الكوميديا الصامتة. إحدى تخصصاته كانت التعثر إلى الأمام والتي دعاها «مائة ثمانية». كانت أساسا شقلبة غير كاملة إلى الأمام تبدأ بركل ساق واحدة، وينقلب 180 درجة ويقع بظهره أو بوضع الجلوس على الأرض.

## الأفلام

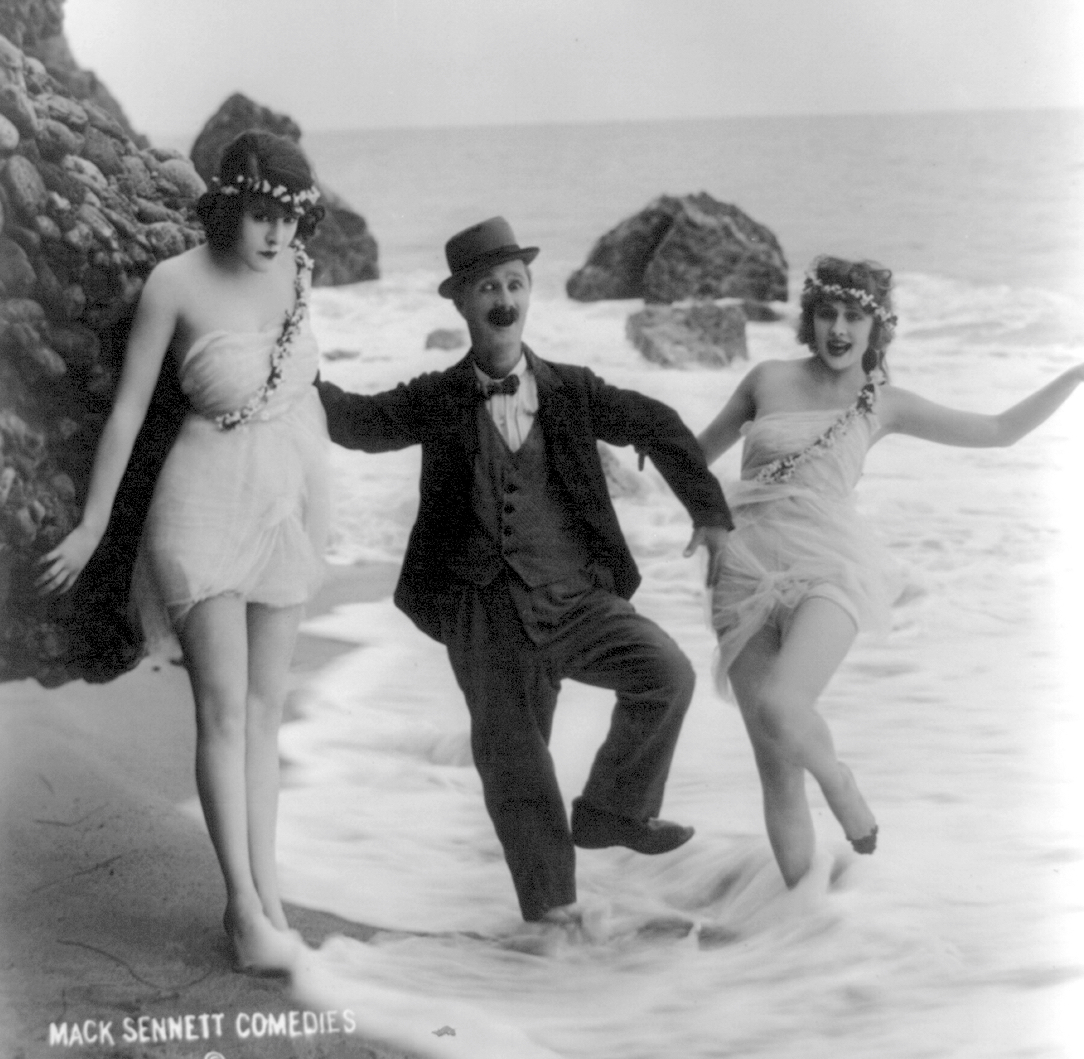
بن توربين مع عارضتين

ظهر بن توربين لأول مرة في الأفلام عام 1907 في استوديوهات إيساناي في شيكاغو في أجزاء صغيرة ومتفرقة. بالإضافة إلى ذلك، كان يعمل نجارا وعامل نظافة في إيسيناي. في فيلم السيد فليب عام 1909، تلقى توربين ما يعتقد أنه أول فطيرة على الوجه في السينما. وبحلول عام 1912، كان شخصية ثابتة ومهمة على الشاشة، حيث أجرى مقابلات وكتب المقالات لمجلات الهواة.
انضم تشارلي تشابلن إلى شركة إيساناي في عام 1915، وقام الأستوديو بوضع توربين كممثل مساند. كان شابلن يعمل ببطء وبشكل حدسي وهو ينمي أداءه كمخرج. لم يصبر توربين مع أساليب شابلن. كان توربين يمثل الكوميديا التهريجية المباشرة أكثر من الكوميديا الضمنية. لم يدم الثنائي طويلا ورحل تشابلن عن شيكاغو إلى كاليفورنيا. يشترك توريبن في عمل إضافي واحد مع شابلن: بعد أن انتهى تشابلن من تصوير فيلم سخرية على كارمن على بكرتين، قامت شركة إساناي بتصوير مشاهد جديدة مع توربين لدمج البكرات في فيلم واحد ومضاعفه طوله.
لم تعش شركة إيساناي طويلا من مغادرة شابلن. ربما كان توربين على علم بعدم استقرار إيساناي؛ حيث غادر إلى شركة فوغ الكوميدية ولعب دور البطولة في سلسلة من أفلام الكوميديا ذات البكرتين. سانده الفنان الكوميدي زميله السابق السابق في إيساناي بادي ماغواير. أعيد إصدار العديد من أفلام توربين على فوغ بعناوين مختلفة للاستفادة من نجوميته اللاحقة.

## ماك سينيت والنجومية
في عام 1917، انضم بن توربين إلى شركة الكوميديا الرائدة، استوديو ماك سينيت. تلاءمت فكاهة توربين الصريحة مع أسلوب سينيت بشكل مثالي، وغالبا ما يضعه مؤلفو السيناريو في أدوار تخالف مظهره (منقب خشن في يوكون، عاشق رقيق، راعي بقر قوي، مجازف شجاع، إلخ) للإمعان في الضحك. وخلال عشرينيات القرن العشرين، غالبا ما مثل سخرت أفلامه من الممثلين الجادين في ذلك الوقت، وأصبح توربين أحد أشهر نجوم الكوميديا. ظهر توربين في العديد من أفلام سينيت سواء القصيرة منها أو الطويلة. كان توربين سعيدا بنجاحه، وكان يقدم نفسه بعبارة «أنا بن توربين وأجني 3,000 دولار في الأسبوع».

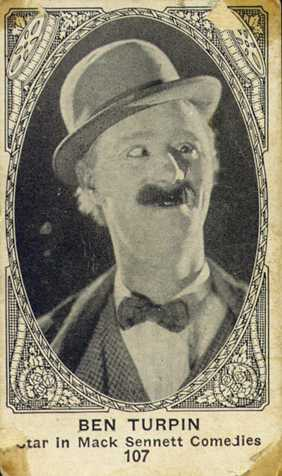
بطاقة ترويجية صادرة عن شركة أميريكان كاراميل في عام 1921

أنهى سنيت معظم عقود موظفيه في عام 1928، وأغلق الاستوديو لإعادة تجهيزه للأفلام الناطقة الجديدة. وقع توربين مع شركة فايس براذرز أرتكلاس منخفضة التكلفة. قدم توربين هناك أفلاما كوميدية من بكرتين لعام واحد.

## توربين في عصر الصوت
لم يعد العديد من نجوم السينما الصامتة مطمئنين من عملهم في المستقبل، حيث تطلبت الصور الناطقة الجديدة مهارات وتقنيات جديدة. اختار بن توربين التقاعد. كان قد استثمر أرباحه في العقارات، وحقق نجاحا كبيرا في هذا المجال ولم يعد بحاجة لمواصلة العمل. كان مطلوبا لدى المنتجين لكي يظهر في أفلامهم. وكان يطالب بأجر ثابت قدره ألف دولار على الفيلم سواء كان دورا ناطقا أو مجرد ظهور عابر.
لعب دور البطولة في فيلم قصير واحد فقط هو فندق كيستون من إنتاج وارنر برذرز عام 1935، وهو فيلم قصير من بكرتين ضم نجوم الفترة الصامتة. كان صوته خشنا وبرزت فيه لهجة مدينته نيو أورليانز. وكان آخر فيلم طويل له هو فيلم حمقى في البحر عام 1940 من بطولة لوريل وهاردي. ودفع له ألف دولار مقابل لقطة سريعة لوجهه و16 كلمة فقط من الحوار. منع الموت ظهوره المقرر في الدكتاتور العظيم للمخرج تشارلي شابلن.

## الموت

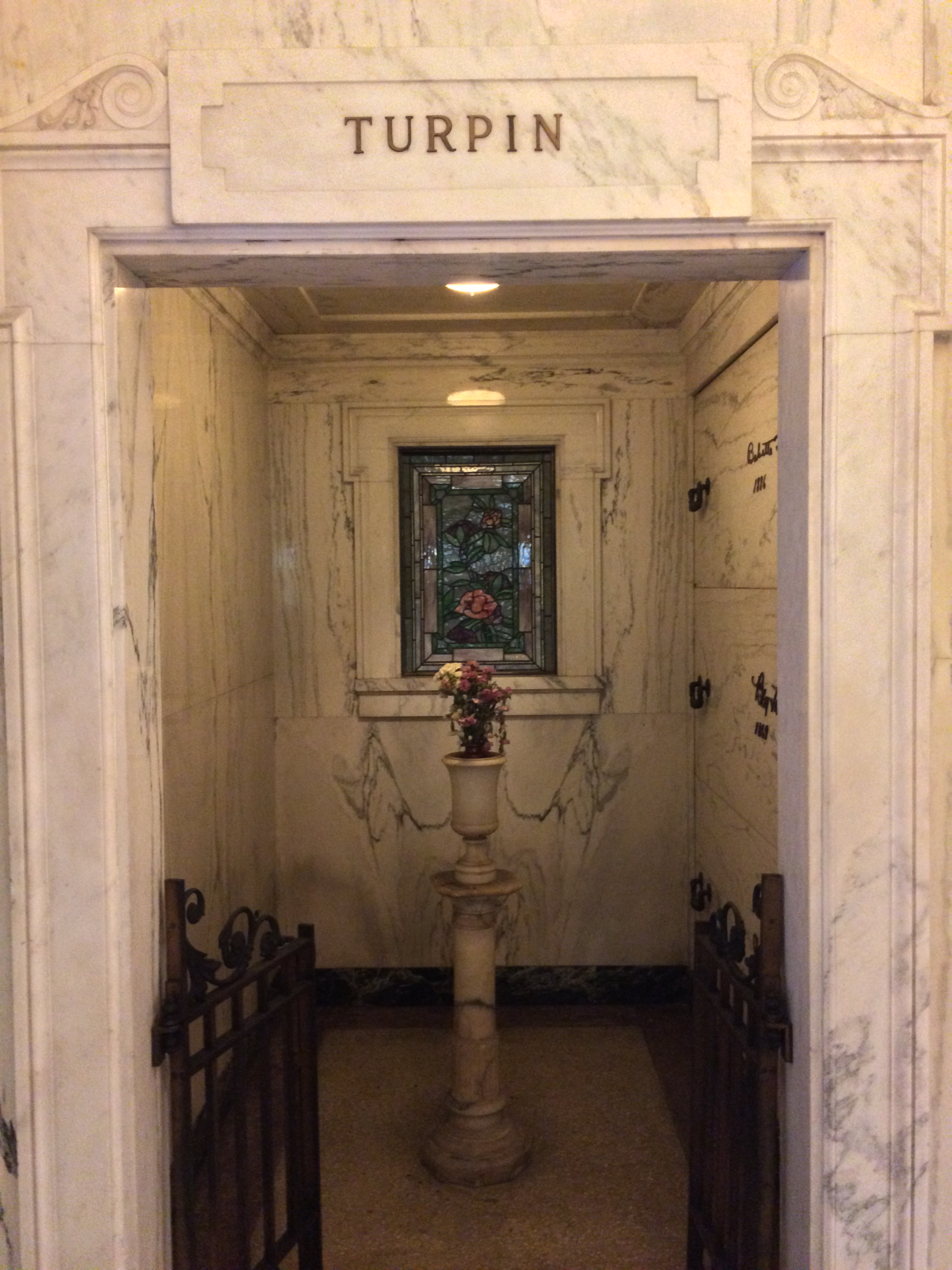
ضريح توربين في مقبرة فوريست لون

توفي بن توربين في 1 يوليو 1940 بسبب نوبة قلبية  وتم دفنه في مقبرة فورست لون التذكارية في غلينديل في كاليفورنيا عقب قداس القداس في كنيسة الراعي الصالح في بيفرلي هيلز. ووصفه كاهن الكنيسة بأنه «فرد صالح في كنيسته وقوي في إيمانه». وممن حملوا نعشه من رفاقه، أندي كلايد، بيلي بيفان، جيمس فينليسون، تشارلز موراي.
كان توربين صديقاً مقرباً مع آندي كلايد وجيمس فينلايسون، وكان كلايد الشاهد في زواج توربين الثاني،  وكان توربين أحد الشهود الذين وقعوا على طلب فينلايسون للتجنس.

## عيون توربين الحولاء
ظهر كل من توربين وسينيت بنفسيهما (في تكنيكولور) في فيلم هوليوود كافالكيد (1939)، وهو فيلم شبه خيالي عن عصر الأفلام الصامتة. يحتوي هذا الفيلم على تسلسل يذهب فيه توربين للعمل ويستعد للانتقال إلى موقع التصوير. في غرفة ارتداء الملابس يأخذ مرآة يد ويتحقق من مظهره حيث يتعمد حول عينيه ما أمكنه. في هذا المشهد، يمكن ملاحظة أن عين توربين اليسرى كانت طبيعية عندما لم يكن يمثل، وأنه حولها عمداً (لمطابقة عينه اليمنى المنحرفة) كجزء من شخصيته على الشَاشة.
في فيلم The Comic عام 1969، لعب ميكي روني دور ممثل كوميدي خيالي من السينما الصامتة يدعى «كوكاي فان بيورين» ويظهر حول في عينيه. ورغم أن هذه الشخصية لا تشبه توربين، إلا أن الإعاقة مستوحاة بشكل واضح من توربين.